# 西沙洲
西沙洲（中国語名。英語：West Bank、ベトナム語：Cồn cát Tây / 𡑱𣻅西）は、西沙諸島（パラセル諸島）北東部のアンフィトリテ諸島（英語: Amphitrite Group、中国語: 宣徳環礁）の西部に位置する砂州。趙述島から3海里離れている。
砂州の形は楕円。東西の距離は約800メートル、南北の距離は400メートル、面積は0.2平方キロメートル。高潮または強い台風の時に海中に沈む。中国はこの島を含む西沙諸島北東部の7つの小島や砂州を七連嶼と呼んでおり、この島はその最西端に位置する。
この砂州は中華人民共和国に実効支配され、海南省三沙市に属する。中華民国（台湾）とベトナムも主権を主張している。